# Oberea meridionalis
Oberea meridionalis là một loài bọ cánh cứng trong họ Cerambycidae.